# Estadi Ennio Tardini
L'Estadi Ennio Tardini és un estadi de futbol de la ciutat de Parma, Itàlia. És propietat del FC Parma. L'estadi té una capacitat de 28.800 espectadors i unes dimensions de 105x68.
La construcció rau en un concepte d'Ennio Tardini, president del club entre 1921 i 1923. Va ser inaugurat el 1923.
El Rugby Parma FC fou resident a l'estadi a les primeries del club, de les quals destaca
```
a la dècada de 1950. Més tard el club es traslladà a l'
Stadio Fratelli Cervi
.
```

## Referències

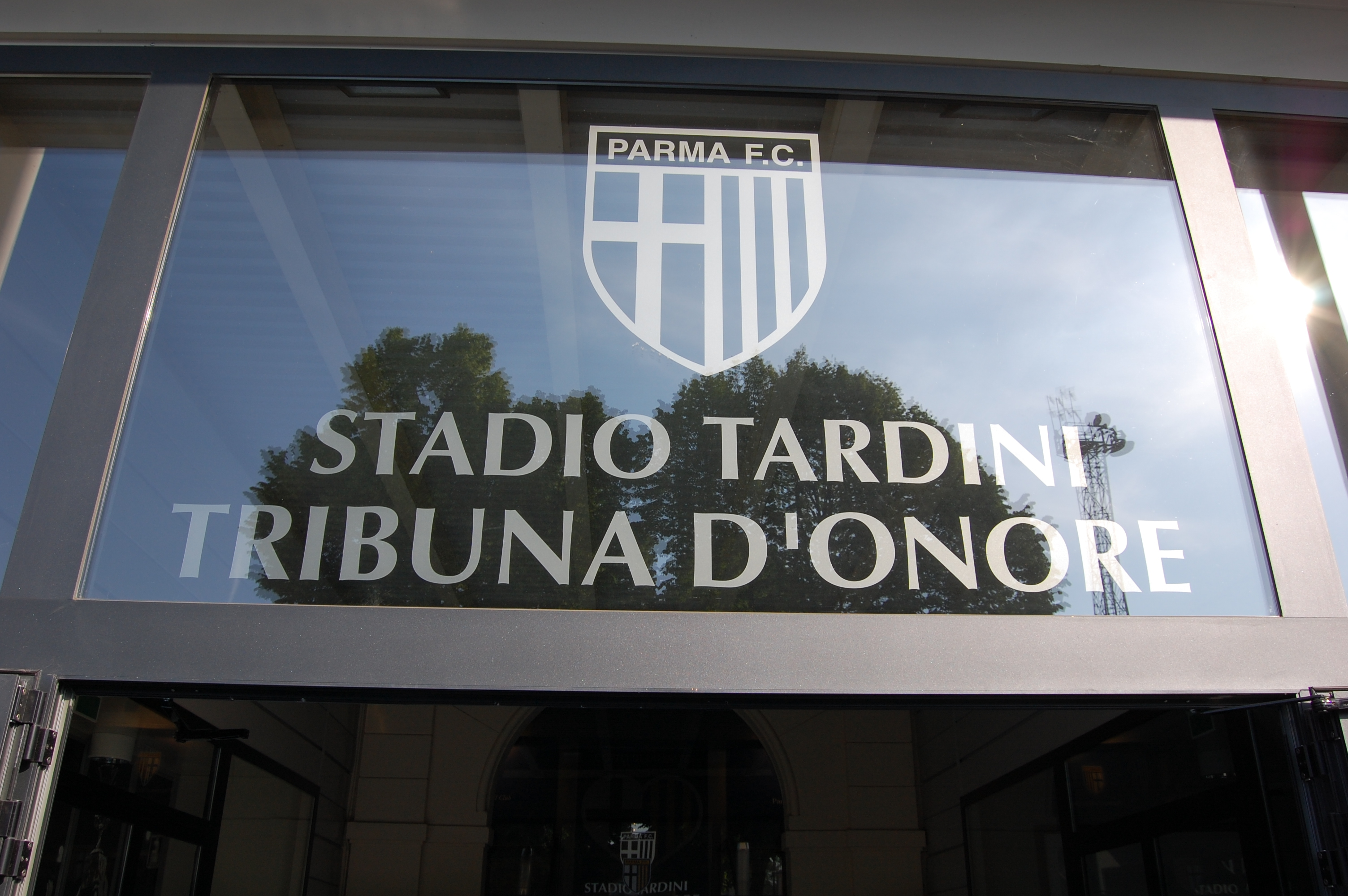
Entrada a la tribuna d'honor.

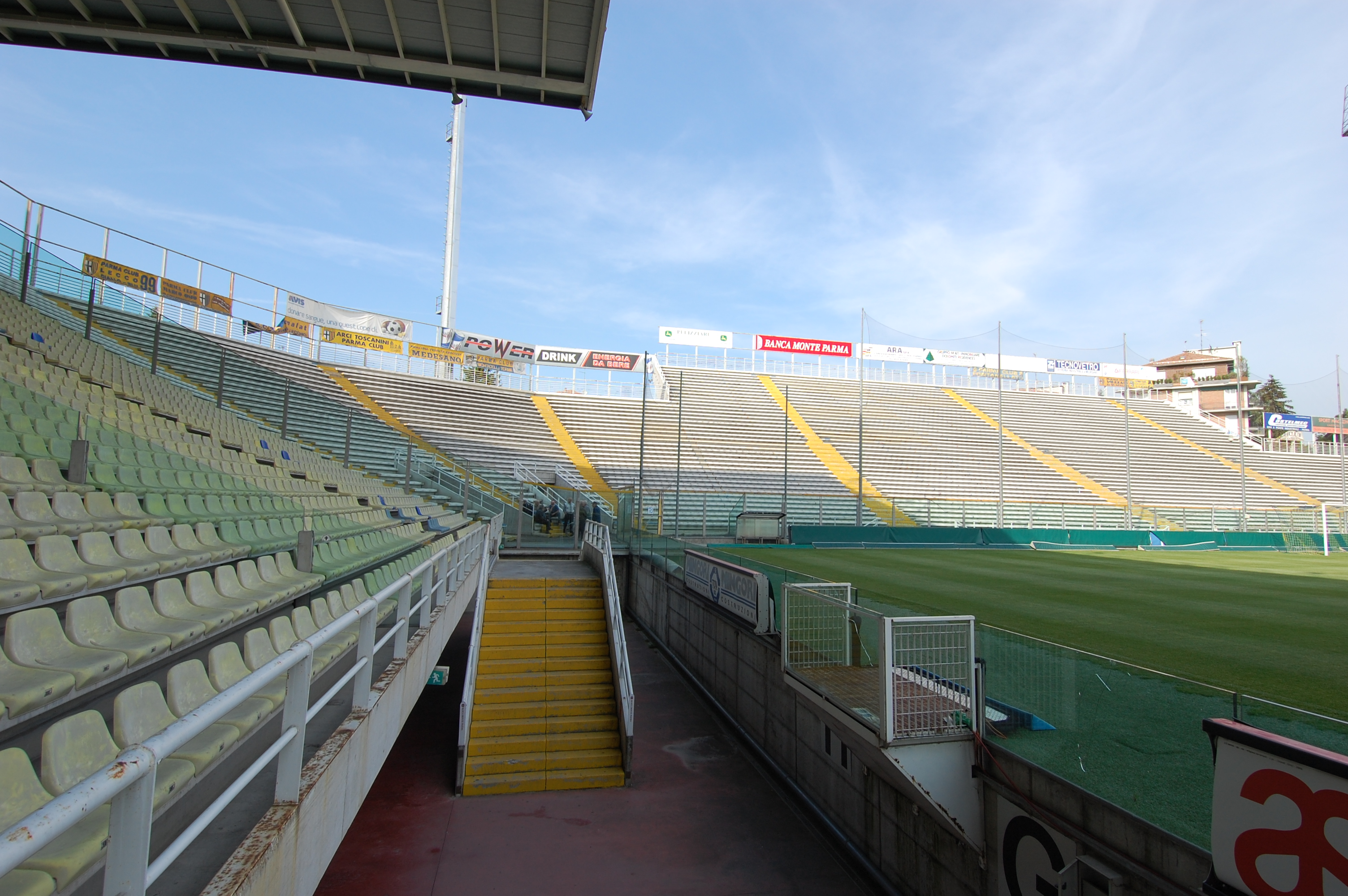
Vista de la Corva Nord.